# علم مواد

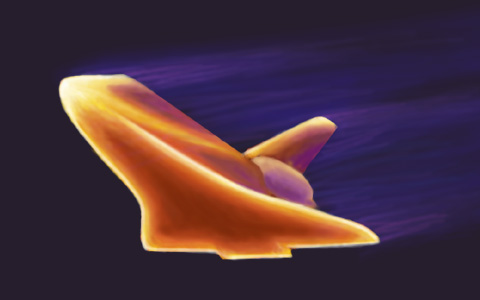
شبیه‌سازی پروفایل دمایی بدنهٔ شاتل بعد از ورود دوباره به جو زمین

علم مواد (به انگلیسی: Materials Science) یا مهندسی و علم مواد یک حوزهٔ میان رشته‌ای است که در آن رابطهٔ بین ساختار و خواص مواد به منظور طراحی مواد جدید برای پاسخگویی به نیازهای روزافزون فناوری مواد مورد بررسی قرار می‌گیرد. امروزه با افزایش تحقیقات در زمینهٔ نانو، مهندسی مواد به یکی از رشته‌های پیشرو در عرصه دانش بدل شده است. به‌طور خلاصه یک مهندس مواد در نخستین گام به‌کمک میکروسکوپ الکترونی روبشی، میکروسکوپ الکترونی عبوری، پراش پرتوهای ایکس و هم چنین روش‌ها و تجهیزات مشابه به شناسایی و بررسی ساختار میکروسکوپی مواد گوناگون می‌پردازد. در گام بعدی خواص مختلف مواد مورد اندازه‌گیری قرار می‌گیرند تا روش‌های تولید مواد جدید یا بهبود خواص مواد قبلی فرا گرفته شود.
علم مواد یا مهندسی مواد، یکی از اصلی‌ترین رشته‌های مهندسی است، زیرا دیگر رشته‌های مهندسی بدون مواد صنعتی ساخته شده توسط مهندسین مواد کارایی ندارند به عنوان مثال همه قطعات یک سیستم کامپیوتر با علم مواد ساخته می‌شود یا همه مصالح مورد نیاز ساختمان‌سازی برای رشته عمران را مهندسین مواد می‌سازند.
در واقع بخش عمدهٔ مهندسی مواد از علم فیزیک و شیمی تشکیل شده است که البته کمی ریاضی هم به دلیل اینکه جزو رشته‌های مهندسی است به همراه دارد.
مهندسی مواد و متالورژی در گذشته در دو زمینه مجزای سرامیک و متالورژی تقسیم‌بندی می‌شد؛ اما اکنون شامل طیف وسیعی از مواد مانند: فلزات، سرامیک‌ها، پلیمرها، نیمه هادی‌ها، مواد مغناطیسی، مواد فوتونیک و مواد بایولوژیکی می‌شود. مهندسی مواد یکی از رشته‌های مهندسی است که در کشور آلمان آن را با عنوان پزشکی مواد می‌شناسند.

## حوزه‌های پژوهشی در مهندسی مواد
رشته مهندسی مواد از آنجایی که تنها رشته مهندسی است که علم در آن جایگاه بنیادی دارد (علم و مهندسی مواد) زمینه‌های پژوهشی بسیار گسترده‌ای دارد. در این رشته می‌توان پروژه‌های پژوهشی را هم در قالب فعالیت مهندسی، و هم در قالب فعالیت علمی تعریف کرد. پژوهش‌ها از فرآیندهای اجرایی مانند جوشکاری و ریخته‌گری گرفته تا فعالیت‌های کاملاً تئوریک نانو مواد و مواد پیشرفته گسترده می‌شوند. در این رشته به راحتی و با قدرت انتخاب بالا می‌توان زمینه پژوهشی را انتخاب کرد و کرانه پژوهشی بسیار بالایی دارد.
در یک دسته‌بندی کلی، مواد مورد مطالعه در مهندسی مواد به شش گروه اصلی فلزات (متالورژی)، سرامیک‌ها، پلیمرها، مواد مرکب (کامپوزیت‌ها)، بیومتریال (زیست مواد) و نیمه‌رساناها تقسیم می‌شوند.

## کار یک مهندس مواد چیست؟
احتمالاً تاکنون دربارهٔ یک شیمی‌دان، فیزیک‌دان یا بیولوژیست شنیده باشد، اما دربارهٔ علم مهندسی مواد چیزی شنیده بودید؟ احتمالاً خیر. یکی از دلایلی که وجود دارد این است که مهندسین مواد گستره وسیعی از فعالیت‌ها را پوشش می‌دهند و دست به عرصه‌های مختلف شامل شیمی، بیولوژی و فیزیک، برده‌اند به همین دلیل عموم مردم آن را اختصاصاً برای یک فعالیت با اسم خاص نمی‌شناسند. گاهی اوقات مهندسین مواد مهندس سرامیک یا مهندس پلیمر یا متالورژیست نامیده می‌شوند و شما می‌توانید محل کار آنها را در محل کار در صنایع، آزمایشگاه‌ها و دانشگاه‌های سراسر دنیا بیابید.
با وجود گوناگونی آنها، مهندسین مواد از یک نقطه نظر یکسان به مواد نگاه می‌کنند: آنها بدنبال ارتباط بین فهم ساختار مواد، خواص آنها، چگونگی فرآیندهای ایجاد تغییرات در ساختار و مورفولوژی مواد که وابسته به ریزساختار درونی آنها می‌شود که این ریز ساختار متشکل از دانه کریستالیت و کریستال است که دارای نظم کریستالی می‌باشند و این نظم در یک گسترهٔ بزرگ تکرار شده است و بررسی این در مواد موجب می‌شود که بتوان خواص هر ماده در هر ریز ساختار را بررسی کرد زیرا ممکن است یک ماده دارای چندین ریزساختار و ساختمان کریستالی متفاوت باشد که همین امر خواص فیزیکی و مکانیکی ماده را دسخوش تغییر می‌کند.
در گذشته، مردم از طریق سعی و خطا، مواد مختلف را استفاده و مطابق نیاز خود تغییر می‌دادند و در مقیاس بزرگ و قابل دید کار می‌کردند بعنوان مثال حرارت دادن و سرد کردن تکه‌های آهن (چدن یا فولاد) با هدف سخت سازی. مهندسین مواد مدرن با مهارت خاصی مواد را بسته به اصول استنباط شده از چگونگی رفتار مواد در قرارگرفتن کنار هم، که اغلب در مقیاس غیرقابل دید با چشم غیر مسلح در مقیاس اتمی، تغییر داده و بهبود می‌دهند. این مقدار چقدر کوچک است؟ برای قرار دادن نقطه در انتهای این جمله شما نیاز به تریلیون‌ها اتم دارید.

## گرایش‌های اصلی
مهندسی و علم مواد رشته گسترده‌ای است به همین دلیل گرایش‌های متعدد برای آن تعریف شده است. در ادامه تعدادی از گرایش‌های مصوب و رایج در دانشگاه‌های ایران در مقاطع مختلف تحصیلی آورده شده است:

### مقطع کارشناسی
- متالورژی صنعتی
- متالورژی استخراجی
- سرامیک
- مهندسی مواد و متالورژی

### مقطع کارشناسی ارشد
- نانو مواد (Nano material)
- بیومتریال (Bio material)
- شناسایی و انتخاب مواد مهندسی (Materials selection for engineering design)
- سرامیک (Ceramics)
- شکل‌دهی فلزات (Metal Forming)
- ریخته‌گری (Casting)
- جوشکاری (Welding)
- استخراج فلزات (Extraction of metals)
- حفاظت و خوردگی (Corrosion and protection)
- مهندسی مواد مرکب (Composite material engineering)

## نگارخانه

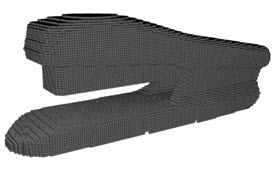
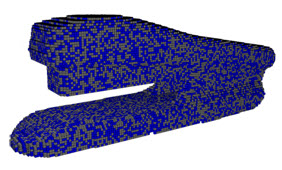
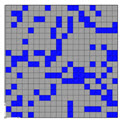